# Euphorbia robivelonae
Euphorbia robivelonae är en törelväxtart som beskrevs av Werner Rauh. Euphorbia robivelonae ingår i släktet törlar, och familjen törelväxter. IUCN kategoriserar arten globalt som akut hotad. Inga underarter finns listade i Catalogue of Life.